# Сорни (Тренто)
Сорни је насеље у Италији у округу Тренто, региону Трентино-Јужни Тирол.
Према процени из 2011. у насељу је живело 238 становника. Насеље се налази на надморској висини од 229 м.